# Fernando Escartín Coti
Fernando Escartín Coti   (Biescas, 24 de gener de 1968) és un ciclista espanyol retirat, que fou professional entre 1990 i 2002. En el seu palmarès destaca una etapa al Tour de França de 1999 i la classificació final de la Volta a Catalunya de 1997.
Tot i ser un dels millors escaladors de la seva època té molt poques victòries en el seu palmarès. Mai aconseguí cap etapa en les seves 9 participacions en la Volta a Espanya, tot i que en dues ocasions pujà al podi de la general com a segon classificat de les edicions de 1997 i 1998.

## Palmarès
- 1993
  - 1r al Gran Premi de Nàquera
  - Vencedor d'una etapa de la Volta a Galícia
- 1994
  - 1r a la Clásica a los Puertos
- 1995
  - 1r a la Vuelta a los Valles Mineros
  - 1r a la Clàssica de Sabiñánigo
  - 1r de la Volta a Aragó
- 1996
  - 1r a la Clásica a los Puertos
- 1997
  -  1r a la Volta a Catalunya i vencedor d'una etapa
  - Vencedor d'una etapa de la Volta a Astúries
- 1998
  - Vencedor d'una etapa de la Volta a Aragó
  - Vencedor d'una etapa de la Volta a Catalunya
- 1999
  - Vencedor d'una etapa al Tour de França
  - Vencedor de 2 etapes a la Volta a Astúries
  - Vencedor de 2 etapes a la Bicicleta Basca

### Resultats al Tour de França
- 1992. 45è de la classificació general
- 1993. 30è de la classificació general
- 1994. 12è de la classificació general
- 1995. 7è de la classificació general
- 1996. 8è de la classificació general
- 1997. 5è de la classificació general
- 1998. Abandona (16a etapa)
- 1999. 3r de la classificació general. Vencedor d'una etapa
- 2000. 8è de la classificació general

### Resultats a la Volta a Espanya
- 1993. 10è de la classificació general
- 1994. 9è de la classificació general
- 1995. 10è de la classificació general
- 1996. 2n de la classificació general
- 1997. 2n de la classificació general
- 1998. Abandona (8a etapa)
- 2000. 7è de la classificació general
- 2001. 10è de la classificació general
- 2002. Abandona (14a etapa)

### Resultats al Giro d'Itàlia
- 1991. 67è de la classificació general
- 2002. 8è de la classificació general